# Конюшина притуплена
Конюшина притуплена (Trifolium retusum) — вид рослин з родини бобові (Fabaceae), поширений у пн.-зх. Африці, Європі, зх. Азії.

## Опис
Однорічна рослина 8–30 см. Квітки білі або зеленуваті, дрібні, до 4 мм завдовжки; віночок довжиною майже з чашечку; головки кулясті. Стебла численні, повзучі чи висхідні, гіллясті. Квіти білі чи зеленуваті, малі. Насіння ± ниркоподібне чи широко яйцювате, 0.9–1.1 × 0.8–1.0 мм; поверхня гладка, неблискуча, від жовто- чи блідо-коричнева. 2n=16.

## Поширення
Поширений у пн.-зх. Африці, Європі, зх. Азії — Вірменія, Азербайджан, Грузія, Ірак, Туреччина.
В Україні вид зростає на сухих луках, частіше на засолених ґрунтах, у пониженнях, на випасах — на південному сході Степу і в пн. ч. Криму, на ПБК, рідко.